# Oposição aos direitos LGBT
Oposição aos direitos LGBT é a oposição a direitos legais, propostos ou efetivos, para pessoas lésbicas, gays, bissexuais ou transgênero.
Organizações influentes na oposição de direitos LGBT frequentemente se opõem a leis reconhecendo o casamento entre pessoas do mesmo sexo, à aprovação de leis antidiscriminação que visam reduzir o heterossexismo, incluindo em emprego e habitação, à aprovação de leis anti-bullying para proteger menores LGBT, leis descriminalizando relações entre pessoas do mesmo sexo e outras leis relacionadas aos direitos LGBT. Esses grupos são frequentemente religiosos ou socialmente conservadores. Tal oposição pode ser motivada por homofobia, transfobia, intolerância, religião, crenças morais, ideologias políticas, entre outras razões.
Leis que opositores aos direitos LGBT podem opor incluem a união civil, adoção homoparental e homoparentalidade, serviço militar, acesso à reprodução medicamente assistida e acesso à cirurgia de redesignação sexual e terapia hormonal para indivíduos transgênero.
De acordo com a Enciclopédia de Filosofia de Stanford, "a teoria do direito natural fornece a mais comum defesa intelectual para o tratamento diferenciado de gays e lésbicas". O professor Dag Øistein Endsjø e a Organização das Nações Unidas afirmaram que crenças religiosas estão na base da maior parte da oposição aos direitos LGBT.

## História

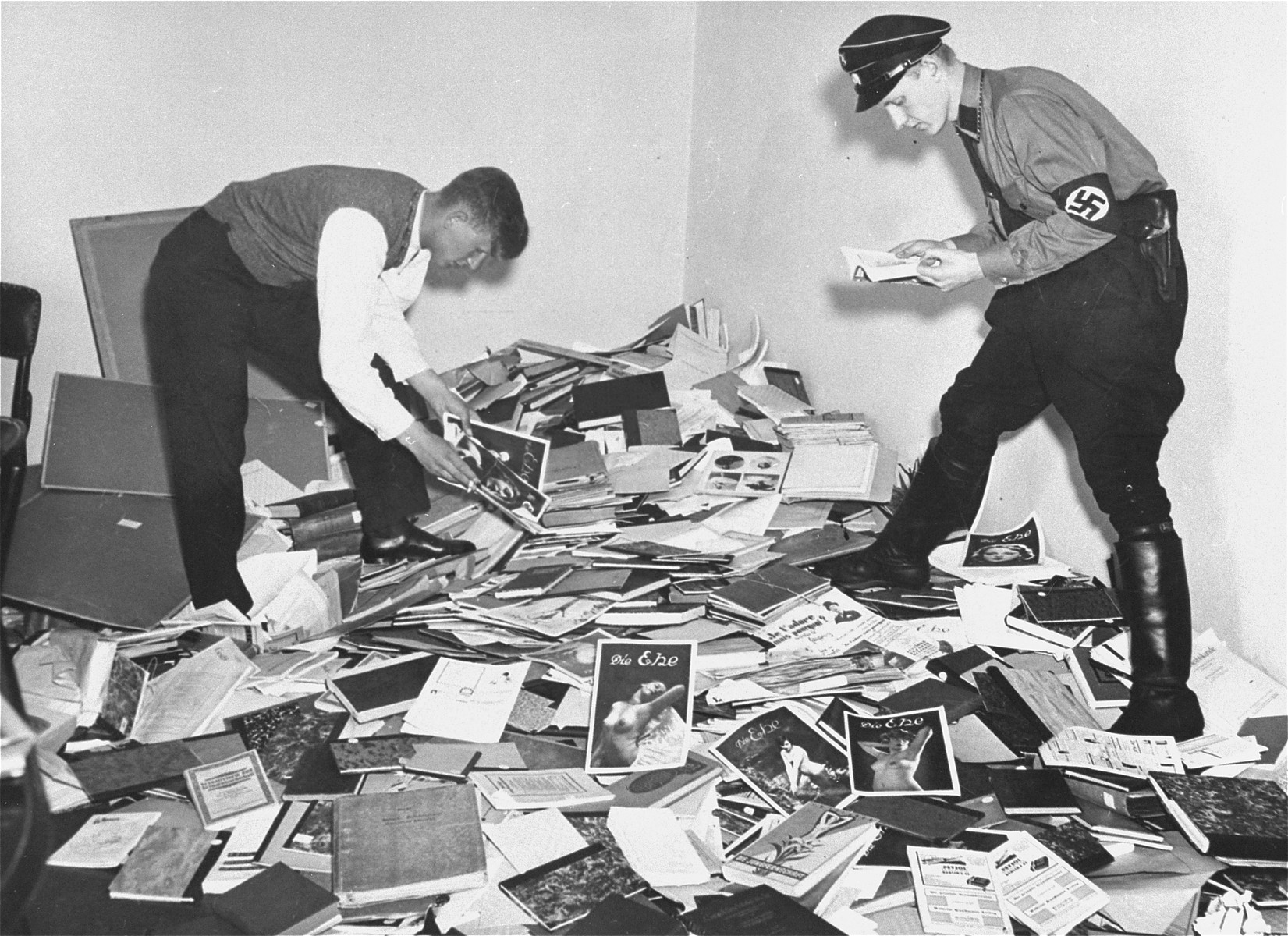
Membros da União Alemã de Estudantes pilhando o Institut für Sexualwissenschaft em preparação para queimar seus livros, maio de 1933

O primeiro movimento civil para direitos LGBT organizado surgiu no final do século XIX na Alemanha.
Na década de 1920 e início da década de 1930, haviam comunidades LGBT em cidades como Berlim; o sexólogo judaico-alemão Magnus Hirschfeld foi um dos porta-vozes mais notáveis para os direitos LGBT na época. Quando o partido nazista subiu ao poder em 1933, um dos primeiros atos do partido foi queimar o Institut für Sexualwissenschaft de Hirschfeld, onde muitos nazistas importantes haviam recebido tratamento para problemas sexuais. Inicialmente tolerantes à homossexualidade de Ernst Röhm e seus seguidores, muitos homens gays foram expulsos do Partido Nazista depois da Noite das Facas Longas e o Parágrafo 175 voltou a ser utilizado, com homens gays internados em campos de concentração em 1938.
Sob o governo nazista no Alemanha, o desmantelamento de direitos de indivíduos LGBT foi feito de duas maneiras. Fortalecendo e reforçando leis existentes que haviam caído em desuso, a homossexualidade masculina foi efetivamente re-criminalizada; a homossexualidade era tratada como um distúrbio médico, mas em um nível social ao invés de individual, com o objetivo de reduzir a incidência de homossexualidade. O tratamento era um programa de eugenia, começando com a esterilização, e então um sistema de forçar as pessoas a trabalharem até a morte em campos de concentração, e eventualmente refinado por cientistas médicos para incluir a eutanásia. A força motriz para tais medidas era a eliminação da suposta degeneração em vários níveis – genético, social, identitário e prático, e a eliminação de tal material genético da sociedade. Robert Jay Lifton escreveu sobre isto em seu livro The Nazi Doctors:
[...] sexologia e defesa da homossexualidade [...] eram aspectos da "degeneração sexual, uma quebra da família e perda de tudo que é decente," e por fim a destruição do povo alemão. [...] o remédio era se juntar à grande missão de cura da nação, e a imagem do que os doutores nazistas acabariam por se tornar: o curador que virou matador. [...] Políticas de esterilização foram sempre associadas aos princípios terapêuticos e renegerativos da visão biomédica: com a "purificação do corpo nacional" e a "erradicação de disposições hereditárias mórbidas." A esterilização era considerada parte da "eugenia negativa" [...]
É dito que o número de pessoas gays que foram mortas no Holocausto foi baixo em comparação com outras vítimas, e confinado apenas à Alemanha, baseado em estimativas de que, das 50.000 pessoas gays que foram julgadas, entre 5.000 e 15.000 acabaram em campos de concentração. Entretanto, muitos dos que foram julgados foram dirigidos a sofrer esterilização/castração; eles seriam incluídos com outros que, em linha com a mudança histórica na sociedade alemã (que começou com Karl Friedrich Otto Westphal, e se desenvolvei através de Richard Freiherr von Krafft-Ebing para Magnus Hirschfeld, de ver a homossexualidade como tendo uma base neurológica, endocrinológica ou genética), foram tratados para sua homossexualidade como uma questão médica, e não criminal. Aqueles tratados por psiquiatras e então incluídos no projeto T4 para eliminar pessoas com supostos distúrbios médicos não seria refletido nas taxas daqueles tratados como criminosos.

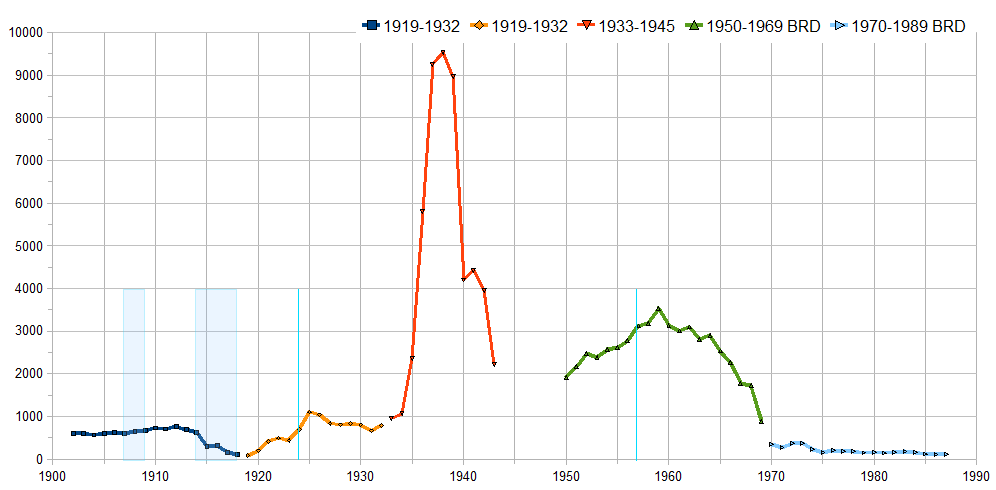
Gráfico de condenações sob o Parágrafo 175. Um pico ocorre durante a era nazista, e uma queda depois de uma anulação parcial em 1969.

Depois da Segunda Guerra Mundial, os Estados Unidos se tornaram mais intolerantes com a homossexualidade, mas muitos homens gays e lésbicas decidiram revelar suas identidades gays depois de conhecerem outros no exército. Muitos bares e vilas gays foram criadas, e uma subcultura gay se formou. Campanhas para os direitos gays começaram a se formar, primeiramente no Reino Unido. Nos últimos anos da década de 1960, a homossexualidade começou a ser descriminalizada e desmedicalizada em áreas como o Reino Unido, a Nova Zelândia, a Austrália, a América do Norte e a Europa, no contexto dos movimentos da revolução sexual e da antipsiquiatria. A oposição organizada aos direitos de gays e lésbicas começou na década de 1970.

## Opinião pública
Atitudes da sociedade em relação à homossexualidade variam muito em diferentes culturas e diferentes períodos históricos, bem como atitudes em relação à atividade, desejo e relacionamentos sexuais em geral. Todas as culturas têm suas próprias normas relativas a sexualidades apropriadas e inapropriadas; alguns sancional o amor e a sexualidade entre pessoas do mesmo sexo, enquanto outras desaprovam tais atividades.
De acordo com uma pesquisa de 2007 do Pew Research Center, "através da Europa Ocidental e muito do continente americano, há uma tolerância generalizada em relação à homossexualidade. Entretanto, os Estados Unidos, o Japão, a Coreia do Sul e Israel se diferenciam de outras nações ricas nesta questão; em cada um desses países, menos da metade daqueles entrevistados disseram que a homossexualidade deveria ser aceita pela sociedade. Enquanto isso, na maior parte da África, Ásia e o Oriente Médio, há menos tolerância em relação à homossexualidade."
Entretanto, uma pesquisa da CNN de 2012 mostrou que a maioria dos estadunidenses são a favor de direitos gays, como o casamento entre pessoas do mesmo sexo. No fim de 2015, uma pesquisa sobre o povo japonês também descobriu que a maioria do país apoiava o casamento entre pessoas do mesmo sexo.